# Antwerpener Skæghøns
Antwerpener Skæghøns er en dværghønserace, som man ikke ved, hvor stammer fra, men den har længe været kendt i Belgien . Hanen vejer 600-700 gram, og hønen vejer 500-600 gram. De lægger ca. 90 enten hvide eller cremefarvede æg om året, som vejer 25-34 gram hver. Racen er meget livlig.

## Farvevariationer
- Blå
- Blå kanttegnet
- Blå/porcelænsfarvet
- Blå/vagtelfarvet
- Blå/hvidplettet
- Brun
- Gul
- Gul/columbia
- Gøgefarvet
- Lys/columbia
- Porcelænsfarvet
- Perlegrå
- Perlegrå/hvidplettet
- Rød
- Rød/blå porcelænsfarvet
- Rødsadlet
- Sølv/vagtelfarvet
- Sort
- Sort/hvidplettet
- Vagtelfarvet
- Hvid